# Mena House Hotel

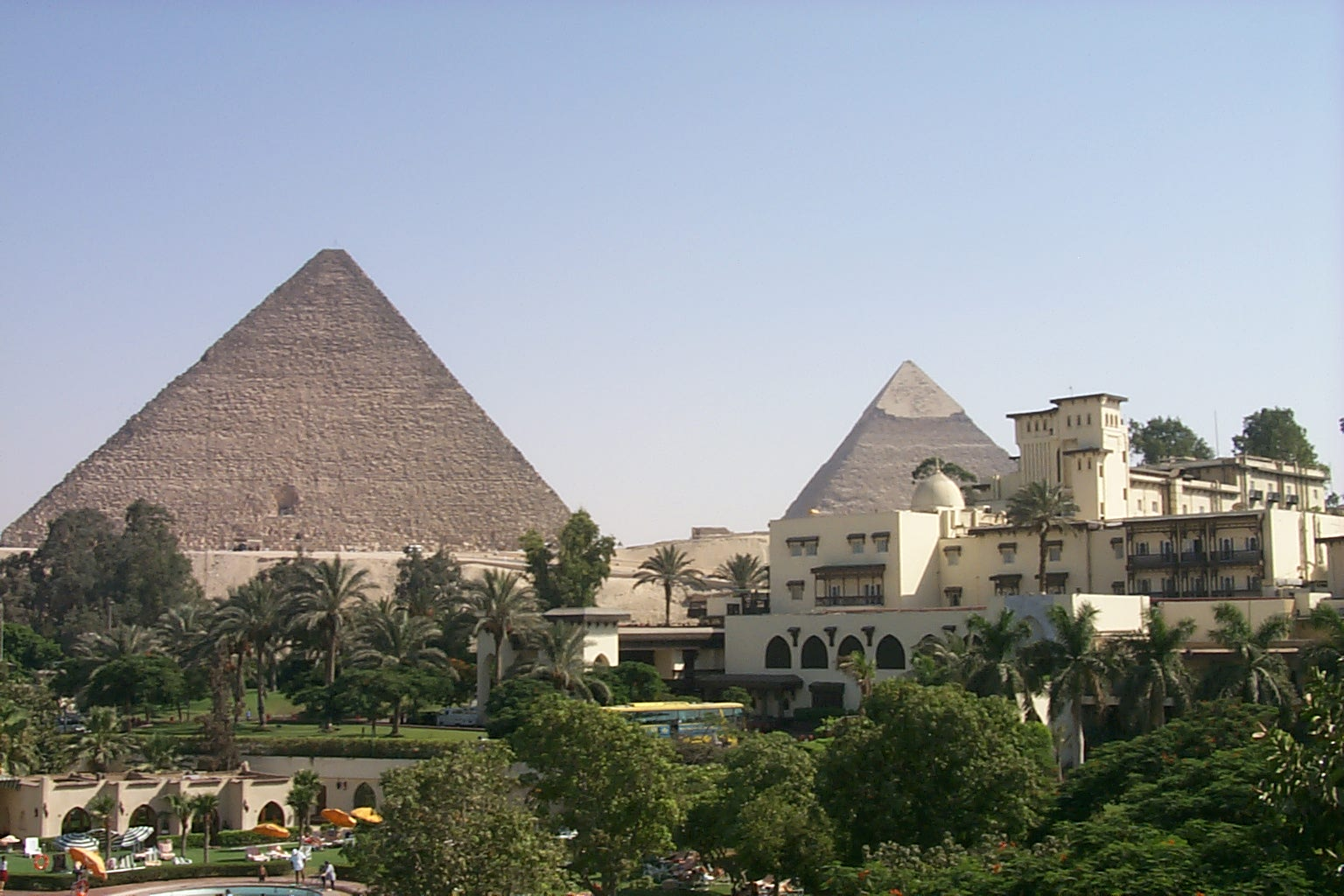
Mena House in Gizeh

Das Marriott Mena House (ehemals Mena House) ist ein traditionsreiches Luxushotel nahe den Pyramiden von Gizeh.

## Geschichte
Das Mena House Hotel wurde 1884–1886 am Ende der Pyramid Road errichtet. Schon 1883 hatten  Frederick und Jessie Head, ein junges britisches Paar, das frühere Jagdgut des Khediven erworben. Sie verkauften bald  an das britische Paar Hugh und Ethel Locke-King, das 1886 als Mena-Hotel eröffnete. Benannt war es nach dem Pharao Menes. Der erste Manager des neuen Luxushotels war der österreichische Baron Ernst Rodakowski. Im Februar 1890 eröffnete das Mena Hotel das erste Hotelschwimmbad Ägyptens. Das Besitzerpaar wirtschaftete allerdings zu großzügig und war ökonomisch nicht sehr erfolgreich. 1896 kam es deshalb zum Verkauf an Emil Weckel und einen Investor namens Schick. Rodakowski veräußerte zwei Jahre später seine Anteile um 45.000 Pfund Sterling. Im Dezember 1899 wurde der Golfplatz eröffnet, 1904 verkauften Schick und Weckel an George Nungovich, einen ägyptischen Selfmade-Millionär. Im Ersten und Zweiten Weltkrieg waren im Hotel australische Truppen kaserniert, 1943 fand hier eine wichtige Konferenz der westlichen Alliierten und Chiang Kai-sheks statt.
1964 wurde die Verwaltung des verstaatlichten Hotels von der Oberoi-Gruppe übernommen und 1972 ein großer Ausbau begonnen. 1978 wurde der Gartentrakt mit über 200 zusätzlichen Zimmern geschaffen. Die neueste Renovierung erfolgte 2007/08.
Seit dem 1. Januar 2013 wird das Mena House nicht mehr von der Oberoi-Gruppe verwaltet, sondern die Egyptian General Company For Tourism & Hotels übernahm den Betrieb. Am 31. März 2015 wurde bekannt gegeben, dass Marriott International das Hotel übernimmt. Am 1. Februar 2018 wurde ein Teil der Hotelanlage in Marriott Mena House Cairo umbenannt.

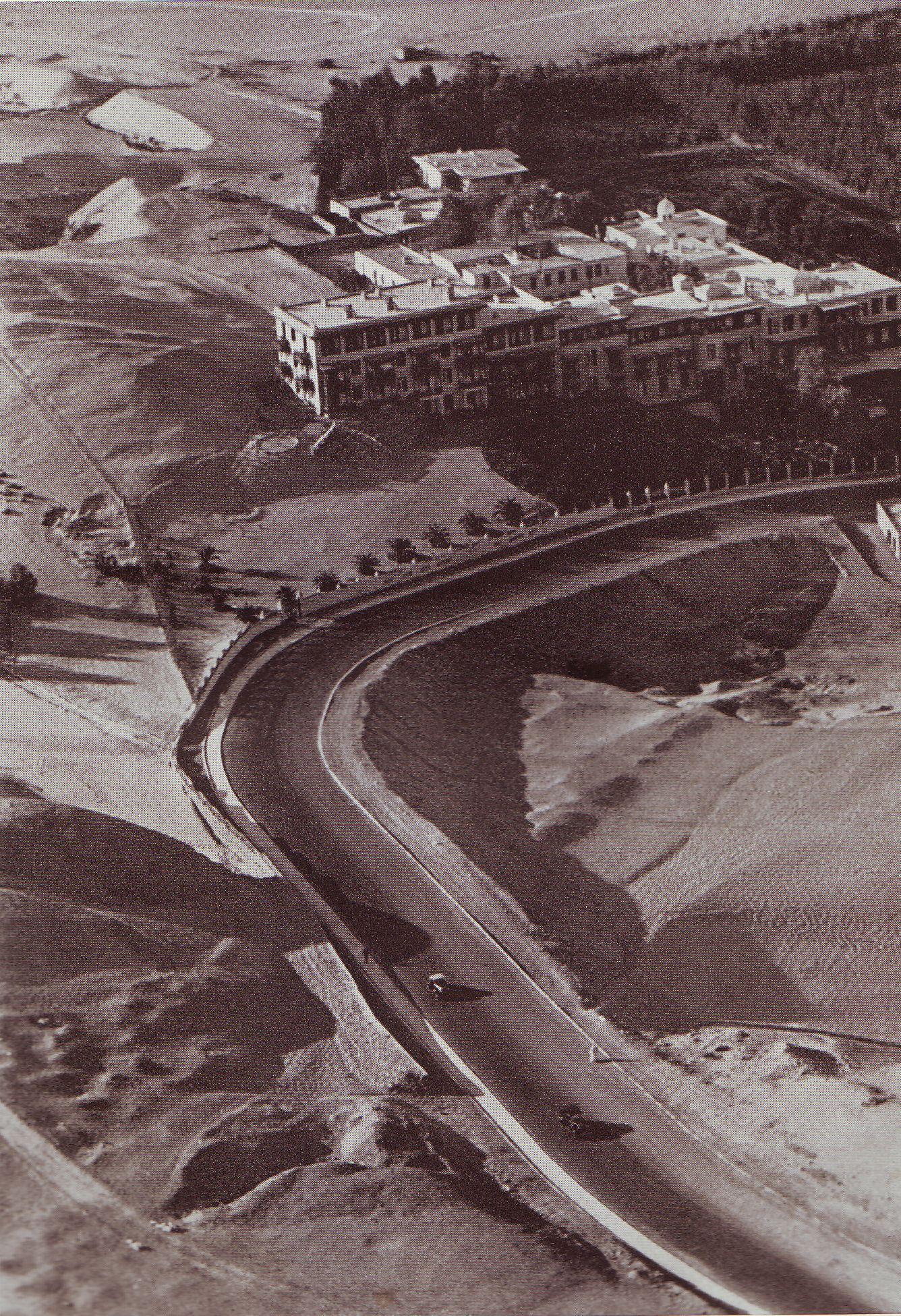
1932
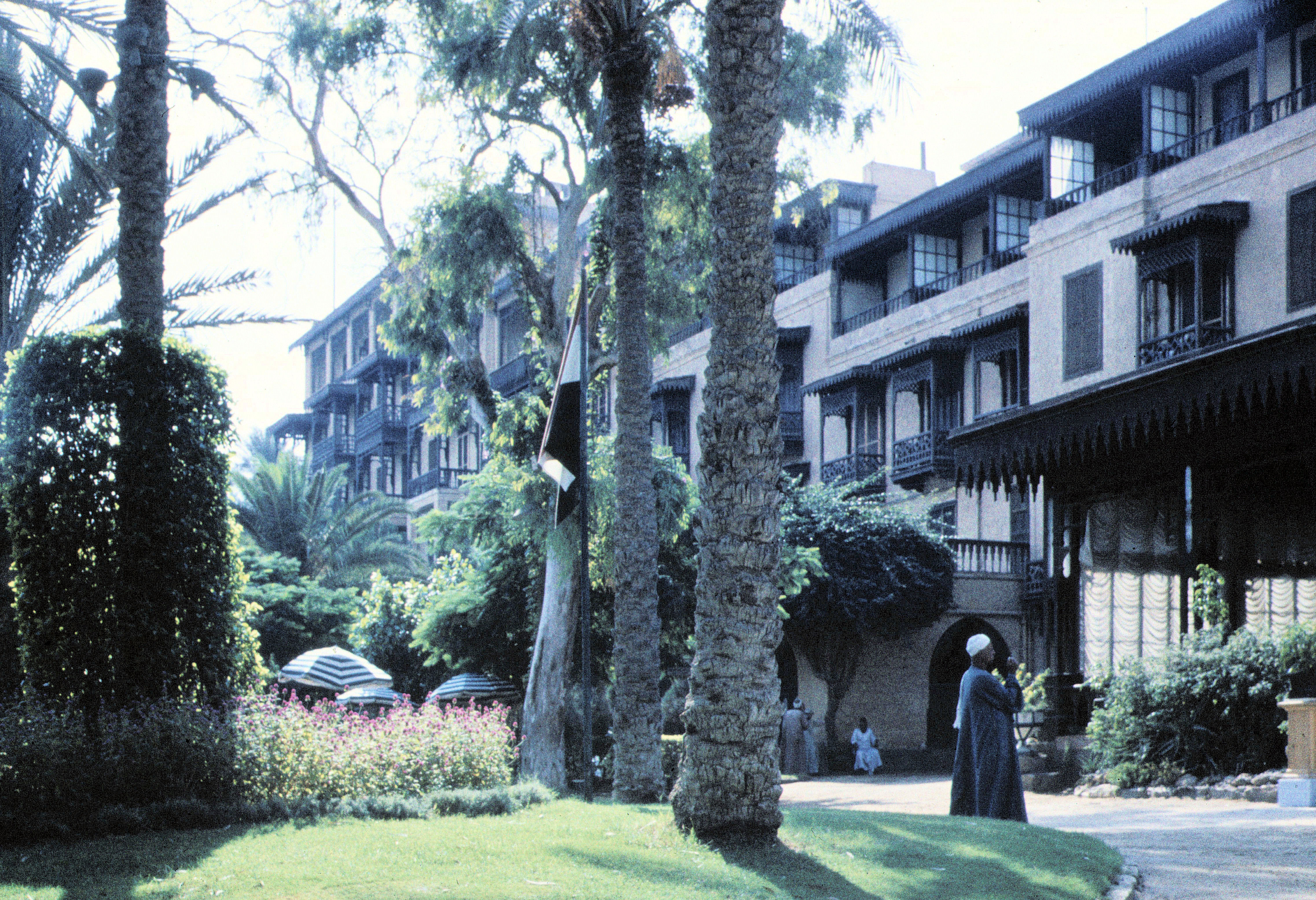
1960
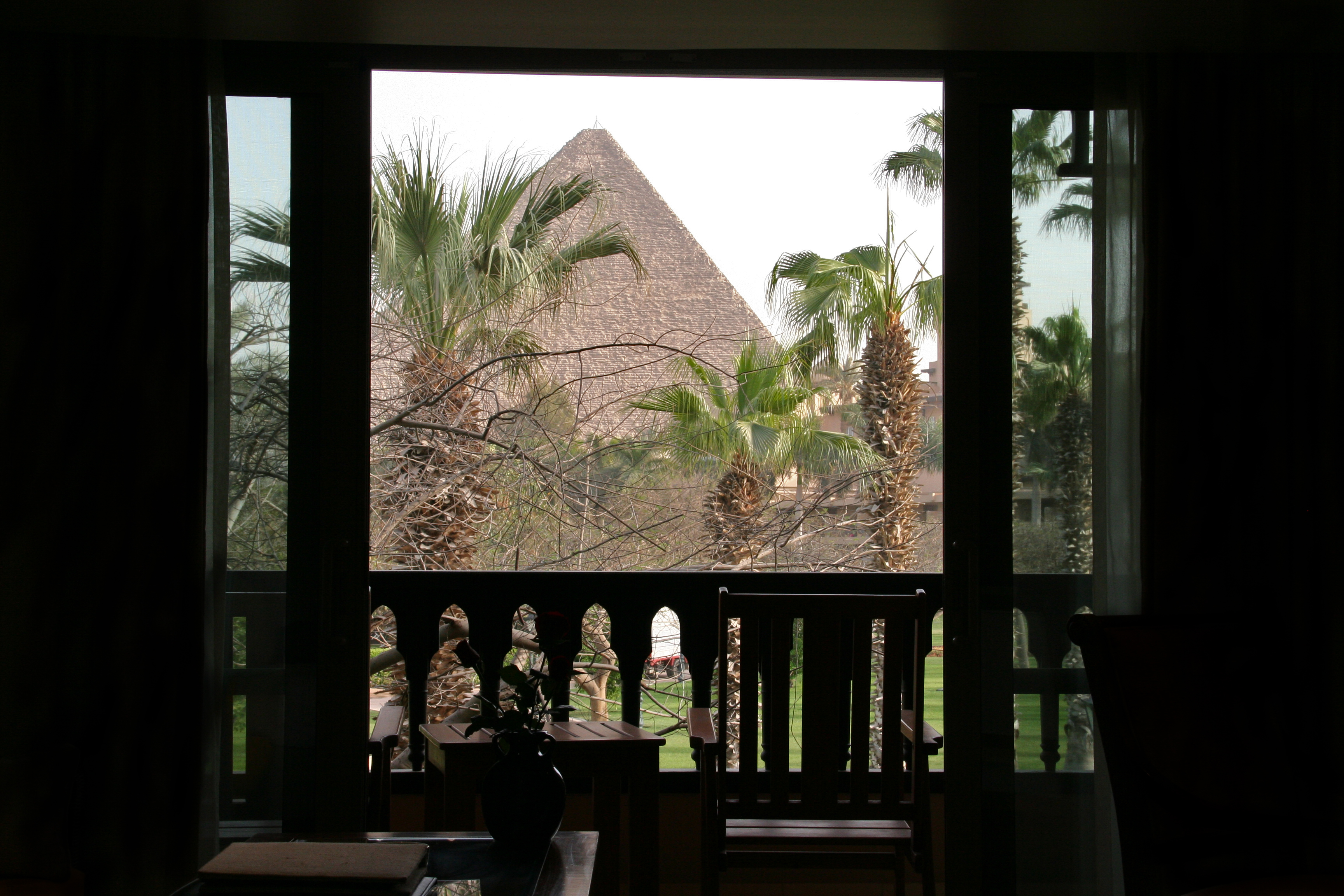
Blick auf die Pyramiden
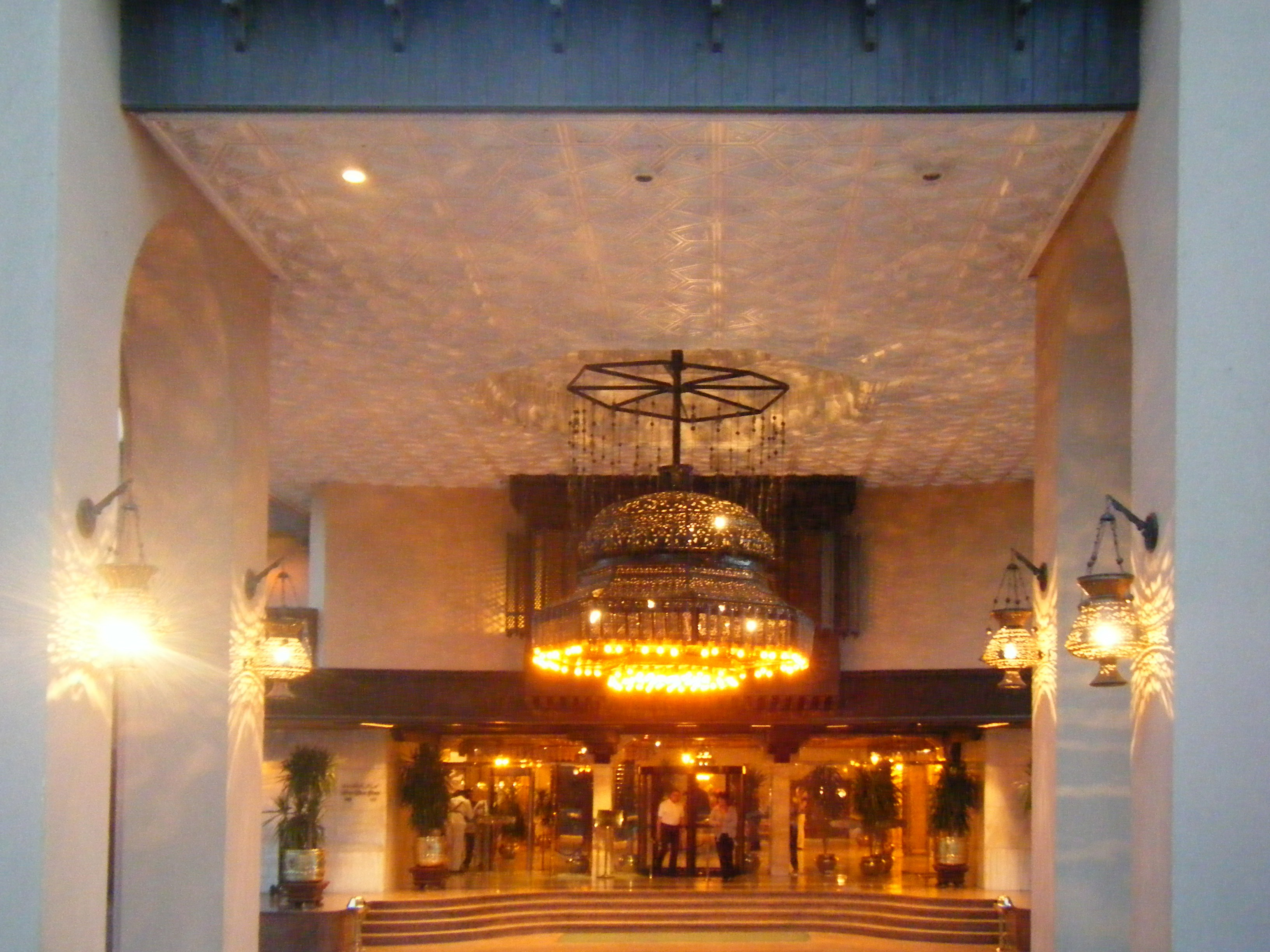
Hoteleingang

## Berühmte Gäste
Politiker, gekrönte Häupter und Stars zählten von Anfang an zu den Besuchern und Bewohnern des Mena House. Beispielhaft seien genannt der Prince of Wales (1889), Arthur Conan Doyle (1894), Winston Churchill, (mehrfach, ab 1914). Auch König Faruk war zu Gast, ebenso wie Schah Mohammad Reza Pahlavi (1978, Suite 151). US-Präsident Richard Nixon besuchte das Hotel 1974; 1979, im Umfeld des Camp-David-Abkommens, wohnte Menachem Begin in Suite 908, Jimmy Carter in der Churchill Suite und Anwar as-Sadat in der Montgomery Suite. Auch Agatha Christie, Roger Moore, Cecil B. DeMille, Charlton Heston, Frank Sinatra und Charlie Chaplin waren Gäste des Hauses.